# Trying to Burn the Sun
Albums de Elf
Carolina County Ball
(1974)
Trying to Burn the Sun, paru en 1975, est le troisième et dernier album du groupe américain Elf.

## L'album
Dernier album de Elf, Trying to Burn the Sun sort après la dissolution du groupe et n'est pas diffusé en Grande-Bretagne pour ne pas concurrencer la sortie du premier album de Rainbow.
Il s'agit du seul album avec Mark Nauseef.
Tous les titres sont composés par les membres du groupe.

## Musiciens
Ronnie James Dio : voix
Steve Edwards : guitare
Craig Gruber : basse
Gary Driscoll : batterie
Mickey Lee Soule : claviers
Mark Nauseef : percussions

## Titres
| No | Titre              | Durée |
| -- | ------------------ | ----- |
| 1. | Black Swampy Water | 3:43  |
| 2. | Prentice Wood      | 4:37  |
| 3. | When She Smiles    | 4:54  |
| 4. | Good Time Music    | 4:30  |
| 5. | Liberty Road       | 3:22  |
| 6. | Shotgun Boogie     | 3:07  |
| 7. | Wonderworld        | 5:03  |
| 8. | Streetwalker       | 7:07  |